# ホンダ・X-ADV
X-ADV（エックス エーディーブイ）は、本田技研工業が製造販売する自動二輪車である。
2017年から販売されており、2021年型の全面改良を境として二つの世代に分類されている。

## 開発
ホンダR&Dヨーロッパ（イタリア）の市場および企画担当マネージャーであるDaniele Lucchesiは、2013年のバカンスで訪れたイオス島でスクーターを借りたが砂浜を上手く走れず、波打ち際まで行けるスクーターがあればいいのにと思った。

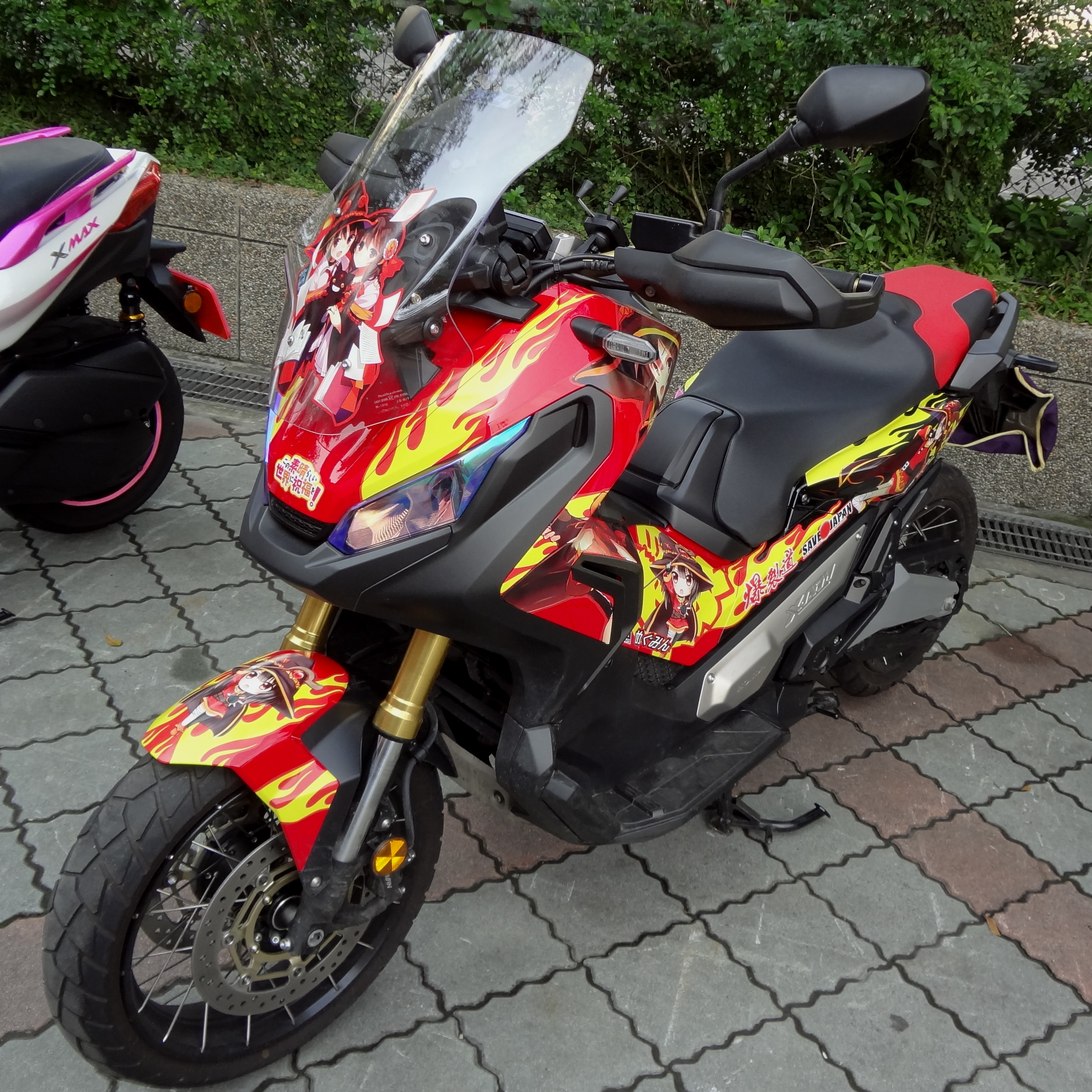
台灣同人誌販售會に現れた2017年型X-ADVの痛単車。

2008年に始まった欧州債務危機の影響から、欧州の自動二輪車市場にあってはスーパー・スポーツやツーリングに特化した高額モデルよりも、街乗りから悪路走破までこなせる汎用性が高いモデルが望まれるようになり、本田技研工業もCrosstourer（SC70）を開発するなど、市場の変化に対応しようとしていた。そこにDaniele Lucchesiの提案があり、いずれスクーター市場にも同様の変化があると見て、スクーターの新境地を開くモデルを検討することとなった。未舗装路走行を得意とするアドベンチャー・モデルと、取り回しの良い車体サイズ、積載性の良いラゲッジボックスなどの便利な使い勝手で市街地走行を得意とするコミューティング・モデルを高次元で融合させることで、今までにないアドベンチャー・モデルを創造できると考えた。
まずは、マキシスクーターの主要な市場であるイタリア及びフランスにおいて調査を行い、一定のニーズが潜在することがわかった。また、2014年10月にディーラーに計画を披露したところ、好感触を得た。そこで、調査に基づき整理したコンセプトからハード・モックアップ・モデルを作成し、2015年11月開催のミラノショー（EICMA）及び翌12月開催のSalon de la Moto de ParisにCity Adventure Conceptの名称で参考出品したところ注目を集め、市販化が決まった。販売呼称は、本田技研工業がクロスオーバー・タイプの自動二輪車に伝統的に用いられてきたXに、Adventureを略したADVを組み合わせたX-ADVとなった。ホンダモーターヨーロッパ・リミテッドは2016年9月に、2016年11月開催のミラノショーに市販予定車として展示すると発表した。

## 第一世代（RC95）
2016年11月開催のミラノショーで世界初公開した。NCシリーズのプラットフォーム（ニューミッドコンセプトシリーズ）を利用し開発され、車枠、原動機など基本設計を同じくするが、共有部品は少ない。
NCシリーズのプラットフォームを大幅に見直すことで、同シリーズの特徴である低重心で安心感のある操縦性に加え、リア足まわり15インチ化とそれによるラゲッジスペース容量拡大、ハンドル切れ角左右39°の確保などにより、軽快な取り回し性と使い勝手の向上を実現したとしている。不整地走破のために、懸架装置のトラベル量を前輪153.5mm、後輪150mm並びに最低地上高162mmが確保された。
欧州においては、本田技研工業の350ccを超える車種で、CB650Rに次ぐ販売台数を残した。2019年6月から開催されたGibraltar Rallyのクラス2に出場し総合優勝を果たした。

### 2017年型
- 欧州 - 2017年1月18日に、同年2月28日から発売すると発表した[20]。EU圏内統一排出ガス規制（英語版）のEURO4に対応している[20]。車体塗色は、Digital Silver Metallic、Matt Bullet Silver、Pearl Glare White（Tricolour HRC）及びVictory Red（CRF Rally red）の4色[25]。税込価格は11,490EUR[17]。同年11月6日にまでに、欧州で約1万台が販売されたとしている[26]。英国では、Auto Trader Best Bike Awards 2018のBest Scooterに選ばれた[27]。
- 日本 - 2017年（平成29年）3月開催の大阪モーターサイクルショー、並びに東京モーターサイクルショーに市販予定車として出展され[28][29]、同年4月13日に、翌14日から発売すると発表した[1][30]。平成28年排出ガス規制に対応している[1]。

日本仕様は懸架装置に手を加えられ、シート高と最低地上高が欧州仕様に比べ30mmほど低くなっている。車体塗色によりメーカー希望小売価格が異なり、「デジタルシルバーメタリック」は「スタンダードタイプ」とされ税込1,209,600円、「ヴィクトリーレッド」は「スペシャルエディションタイプ」とされ税込1,242,000円だった。販売計画台数は400台とした。
JIDAデザインミュージアムセレクションのセレクション賞を受賞した。
- 中華民国 - 2017年（民国106年）3月31日に、同年4月1日から受注を開始すると発表した[32]。シート高を820mmの標準版STD及び790mmの低座版LDの2種から選べる[33]。予価は478,000TWDで、車体塗色は標準版STDが「紅」「白」及び「銀」の3色、低座版LDが「紅」及び「銀」の2色[34][35]。

### 2018年型
駆動力制御装置（HSTC）の追加、並びに電子式自動変速機（DCT）のクラッチ制御を変更できるGスイッチの採用により不整地走破能力を向上させた。
- 欧州 - 2017年11月開催のミラノショーで2018年型を発表した[26]。カテゴリーA2の運転免許所持者向けに最高出力を35kWに抑えた仕様も追加された[26]。車体塗色は、新たにCandy Chromosphere Redが加えられ5色となった[37]。
- 日本 - 2018年（平成30年）4月19日に、同月20日から発売すると発表した[38][39]。車体塗色は、「デジタルシルバーメタリック」及び新色の「キャンディークロモスフィアレッド」の2色で、メーカー希望小売価格は税込1,236,600円だった[38]。販売計画台数は400台とした[38]。
- 中華民国 - 車体塗色は、標準版（標準版）が「戰士銀」、「數位銀」、「經典紅」及び「炫光白」の4色、LD版（低座版）が、「戰士銀」、「數位銀」及び「跨界紅」の3色[40]。希望価格は468,000TWD[41]
- マレーシア - 2018年4月26日に、同日から正規販売を開始すると発表し、同日開催のマレーシア・オート・ショー（マレー語: MAI Malaysia Autoshow）[注 7]に出展した[43]。車体塗色は、Candy Chromosphere Red、Digital Silver Metallic、Matt Bullet Silver、Pearl Glare White（Tricolour HRC）及びVictory Red（CRF Rally red）の5色[43]。

### 2019年型
- 欧州 - 2018年11月開催のミラノショーで2019年型を発表し、車体塗色にMat Armored Green Metallicが追加された[44]。税込価格は12,099EUR[45]。
- 日本 - 2019年（平成31年）1月21日に、同年2月21日から発売すると発表した[46]。車体塗色を一新するとともに、従来から標準装備されているETC車載器がETC2.0車載器に換装された[46]。

車体塗色によりメーカー希望小売価格が異なり、「マットビュレットシルバー」は税込1,240,920円、「グランプリレッド」及び「マットアーマードグリーンメタリック」は税込1,273,320円だった。販売計画台数は400台とした。

### リコール
- 日本 - 本田技研工業が、国土交通省自動車局に届け出た自動車リコールは次のとおり。
  - 2018年（平成30年）11月22日届出[47]。対象となるのは2017年型及び2018年型のX-ADVで、不具合が発生した部位は動力伝達装置（エンジン制御コンピュータ）[47]。6速DCT型自動変速機を搭載した車両において、変速を制御する原動機制御コンピュータ（ECU）の配置が不適切なため、長時間の低速走行を繰り返すと、原動機の熱影響によりECU内部素子の抵抗値が高くなることがある[47]。そのため、インナシャフトセンサ及びアウタシャフトセンサへ供給する電源電圧が低下し、警告灯が点灯するとともにフェールセーフが働き変速ができなくなり、最悪の場合、クラッチが切れ、駆動力が伝わらなくなり、走行不能となるおそれがある[47]。

対策として、サブハーネスを追加し、シャフトセンサへ供給する電源電圧回路を変更する。また、電源電圧回路の変更に伴い、インナシャフトセンサ及びアウタシャフトセンサを交換する。対象台数は1,254台。
- 中華民国 - 本田技研工業が、交通部に届け出た自動車リコールは次のとおり。
  - 2018年（民国107年）11月24日発表[48]。対象となるのは2017年型及び2018年型のX-ADV[48]。エンジン制御コンピュータ（ECU）の取付位置が不適切で、低速運転を長時間繰り返した際に原動機の熱影響からECU内部の温度が上昇することがある[48]。それにより、ECUと車速感知器の間で信号等が正しく伝達できなくなり、フェールセーフモードが作動し変速ができず走行できなくなる場合がある[48]。対策として、 ECU及び車速感知器一式を交換する[48]。

## 第二世代（RH10）
X-ADV第一世代で利用されたNCシリーズのプラットフォームは、2012年の発表から10年を経ようとしており、全面改良の時期に来ていた。第一世代の好評を受けて、市場はより運動性を求めていることも判明した。新世代のNCシリーズのプラットフォームを開発するにあたり、X-ADVの全面改良と並行して行うことで、最適化が図られることとなった。
新設計の車枠により、運動性能の向上及びラゲッジ容量拡大を図った。原動機は、ピストンをはじめとする各部の軽量化や吸排気系を最適化することで、最高出力の向上と環境性能を両立したとしている。電装では、スロットル・バイ・ワイヤ・マネジメントの採用、ライディング・モードの拡張及びデイタイム・ランニング・ライトが採用された。不整地走破のために、懸架装置のトラベル量を前輪153.5mm、後輪150mm並びに最低地上高165mmが確保された。

### 2021年型
- 欧州 - EU圏内統一排出ガス規制のEURO5に対応している[52]。車体塗色は、Grand Prix Red、Graphite Black、Matt Beta Silver Metallic及びPearl Mud Grayの4色[51]。
- 日本 - 2021年（令和3年）3月5日に、同月25日から発売すると発表した[18]。平成28年排出ガス規制に対応している[18]。第一世代と同じく懸架装置に手を加えされており、シート高と最低地上高は欧州仕様に比べ30mm低い。昼間走行灯を日本国内仕様として初めて採用した[53]。車体塗色は、「パールディープマッドグレー」及び「グラファイトブラック」の2色で、メーカー希望小売価格は税込1,320,000円だった[18]。販売計画台数は700台とした[18]。
- 中華民国 - 2021年1月5日から受注を開始すると発表した[54]。予価は498,000TWD[54]。
- フィリピン - 2021年2月8日に発表した[55]。車体塗色は、Graphite Black、Matte Beta Silver Metallic及びGrand Prix Redの3色で、希望小売価格は税込830,000PHPだった[55]。

### 2022年型
- 欧州 - 車体塗色は、Grand Prix Red及びPearl Deep Mud Gray並びに新色のMat Ballistic Black Metallic、Mat Iridium Gray Metallic及びHarvest Beigeの5色[56]。
- 日本 - 2022年（令和4年）6月9日に、同年7月28日から発売すると発表した[57]。車体塗色は、「パールディープマッドグレー」に新色の「グランプリレッド」及び「マットバリスティックブラックメタリック」の3色で、メーカー希望小売価格は税込1,320,000円だった[57]。販売計画台数は700台とした[57]。

### 2023年型
- 欧州 - 車体塗色は、Mat Ballistic Black Metallic、Mat Iridium Gray Metallic及びPearl Deep Mud Gray並びに新色のShasta Whiteの4色[58]。2022年12月19日には、搭載しているHonda Smartphone Voice Control system（HSVCS）がiPhoneに対応したと発表した[59]。
- ブラジル - 2022年12月12日に、2023年1月から発売すると発表した[60]。車体塗色は、Grand Prix Red及びMat Iridium Gray Metallicの2色で、公示価格は90,900.00BRL[60]。

### リコール
- 英国 - 運転者・車両基準庁（英語版）[注 8]が発表したリコールは次のとおり。
  - 2021年10月12日発表[62][63]。2020年型及び2021年型において、スロットルを全閉から微開に急に開くと、エンジン回転数が一瞬落ちることがある[62][63]。対策として、原動機制御コンピュータ（ECU）のソフトウェアを更新する[62][63]。対象台数は276台[62][63]。
  - 2021年10月28日発表[62][63]。2020年型及び2021年型において、ピリオン・ステップを組み付けた際、ワイヤー・ハーネスが正しく配置されていないと、ピリオン・ステップと車枠本体の間、またはラゲッジ・ボックスと車枠本体の間にハーネスが挟まれる可能性がある[62][63]。対策として、点検のうえハーネスを結束する[62][63]。必要に応じてハーネスを交換する[62][63]。対象台数は279台[62][63]。
- 日本 - 本田技研工業が、国土交通省自動車局に届け出た自動車リコールは次のとおり。
  - 2022年（令和4年）10月13日届出[64]。対象となるのは2021年型及び2022年型のX-ADVで、不具合が発生した部位は施錠装置（電動式ハンドルロック）[64]。施錠装置の電動式ハンドルロックにおいて、ハンドルロック機構部のロックピン位置設定が不適切かつ構成部品の強度が不足しているため、ハンドルロック時にロックピンがロックホールに入らないと、構成部品のギヤに衝撃が加わり破損することがある[64]。そのため、ロックピンが動かなくなり、最悪の場合、ハンドルロックの施錠又は解錠ができなくなるおそれがある[64]。対策として、対策品と交換する[64]。対象台数は1,307台[64]。